# Piedras (película)
Piedras es una película española escrita y dirigida por Ramón Salazar, protagonizada por Antonia San Juan, Najwa Nimri, Vicky Peña, Mónica Cervera y Ángela Molina. Se estrenó en España el 8 de febrero de 2002. Es la ópera prima de su director,

## Argumento
Cinco mujeres totalmente diferentes recorren Madrid y a través de sus zapatos enlazan, sin saberlo, cada una de sus vidas.

## Premios y festivales
En 2002, la película concurrió en la sección oficial de los festivales de Berlín  y Bogotá,  sin alcanzar el palmarés en ninguno de los dos eventos.
Sí recibió el premio del público en el Galway Film Fleadh (Irlanda) y en el Ghent International Film Festival.
Vicky Peña, por su parte, obtuvo un reconocimiento por su papel de Mari Carmen en los Premios Butaca y en el Festival de Cine de Estocolmo. En este último festival también fue premiado Ramón Salazar como mejor director novel. En esta misma categoría fue nominado en los Premios Goya aunque en este caso no resultó ganador.

## Rodaje
La ópera prima de Ramón Salazar se filmó en diversas localidades entre ellas la ciudad de Madrid y de Lisboa. Fue mencionada por la revista Fotogramas como una de las 36 películas donde mejor se veía a la capital de España como protagonista.

## Reparto
| Intérprete             | Personaje        |
| ---------------------- | ---------------- |
| Antonia San Juan       | Adela            |
| Najwa Nimri            | Leire            |
| Vicky Peña             | Maricarmen       |
| Ángela Molina          | Isabel           |
| Mónica Cervera         | Anita            |
| Enrique Alcides        | Joaquín          |
| Lola Dueñas            | Daniela          |
| María Casal            | Martina          |
| Daniele Liotti         | Kun              |
| Rodolfo De Souza       | Leonardo         |
| Nacho Duato            | Podólogo         |
| Andrés Gertrúdix       | Javier           |
| Santiago Crespo        | Víctor           |
| Manuel de Blas         | Empresario       |
| Geli Albaladejo        | Araceli          |
| Ramón Salazar          | Médico joven     |
| Israel Rodríguez       | Camello          |
| Mayte Vallecillo       | Tristana         |
| Bente Bjernek          | Palma            |
| Nuria Mencía           | Dominique        |
| Carla Calparsoro       | Juana            |
| María Isabel Díaz Lago | Nuria            |
| Ángela Herrera         | Balbina          |
| Domi Del Postigo       | Luis             |
| Andrea Bronston        | Leticia          |
| Carmen Manzano         | Carmen           |
| Tatiana Castellanos    | Cielo            |
| Noel Salazar           | Tintín           |
| Isabel Bronchalo       | Asistente Social |
| Manuel Brun            | Basurero         |
| Lydia González         | Chica tuerta     |
| Rubén Tobías           | Conocido         |
| Urbano Hidalgo         | Dependiente      |
| Susi Sánchez           | Encargada        |
| Pablo Puyol            | Entrenador       |
| Ernesto Domínguez      | Guarda           |
| Álvaro Suardiaz        | Yuppie 1         |
| Pepe Frías             | Yuppie 2         |
| José Olmo              | Yuppie 4         |
| Ramón Quesada          | Yuppie 5         |
| Carmen Segarra         | Inivitada        |
| Asun Díaz              | Inivitada        |
| Concha Galán           | Prostituta       |
| Cari Rosa Llinas       | Prostituta       |
| Fanny de Castro        | Prostituta       |
| Celia Bermejo          | Quiosquera       |
| Joan Manuel Gurillo    | Taxista          |
| Fermí Herrero          | Transeúnte       |
| Eli Iranzo             | Vecina           |
| Pepa Charro            | Irene            |
| Simón Andreu           | Marido           |
| Julián Teurlais        | Repartidor       |